# Darío Caballero
Darío Raúl Caballero Leyva (Luque, Paraguay, 1 de enero de 1977) es un exfutbolista paraguayo que se desempeñaba en la función de defensor.
A lo largo de su carrera, Caballero pasó sus años jugando para equipos paraguayos como Cerro Porteño , Libertad, Olimpia y Fernando de la Mora, pero también jugó para los equipos en Argentina , Colombia , Ecuador y Perú.
En el 2011 se retiró en el Fernando de la Mora a la edad de 34 años jugando en División Intermedia.

## Clubes
| Club                | País      | Año         |
| ------------------- | --------- | ----------- |
| Cerro Porteño       | Paraguay  | 1994 - 2000 |
| Chacarita Juniors   | Argentina | 2000 - 2001 |
| Cerro Porteño       | Paraguay  | 2001 - 2003 |
| Independiente       | Argentina | 2004        |
| Cerro Porteño       | Paraguay  | 2004        |
| Libertad            | Paraguay  | 2005        |
| Deportivo Cali      | Colombia  | 2005 - 2006 |
| Universitario       | Perú      | 2007        |
| Olimpia             | Paraguay  | 2007        |
| Deportivo Quito     | Ecuador   | 2008        |
| Olimpia             | Paraguay  | 2008 - 2009 |
| Fernando de la Mora | Paraguay  | 2010 - 2011 |

Club 31 de Julio |San Ignacio Misiones |
2023

## Palmarés
| Título                       | Equipo         | País     | Año  |
| ---------------------------- | -------------- | -------- | ---- |
| Primera División de Paraguay | Cerro Porteño  | Paraguay | 1994 |
| Primera División de Paraguay | Cerro Porteño  | Paraguay | 1996 |
| Primera División de Paraguay | Cerro Porteño  | Paraguay | 2004 |
| Torneo Finalización          | Deportivo Cali | Colombia | 2005 |